# Wagner János (építész)
Idősebb Wagner János, vezetékneve néhol Wágner alakban is (Székesfehérvár, 1813. október 6. – Budapest, 1904. április 12.)  magyar építész és építőmester, egy építészdinasztia alapítója.

## Életpályája
Bécsben, majd Berlinben tanult. Hazatérése után, 1844-től tagja volt a pesti céhnek. Önálló művein kívül számos fontos épület kivitelezését végezte  (a Vigadó, a régi Tőzsde, a Thonet-ház stb.). Mivel szoros barátság fűzte Ybl Miklóshoz és a bécsi Theophil Hansenhez, egyes alkotásait gyakran e két barátjának tulajdonították.
A pesti Kossuth Lajos utcába épített épületében lakott a Wagner család. Budán a Gül Baba türbéjét körülvevő jellegzetes eklektikus-romantizáló épülettömb (Wagner-villa) is saját családja számára készült nyaralónak.
1874–1875-ben Szkalnitzky Antal műépítész tervei nyomán az ő vállalkozása kivitelezte a Nemzeti Színház első épületének sarokbérházának építését és a színház új homlokzatát – az épületegyüttest 1913–1914-ben részlegesen, majd 1954-ben az utolsó maradványait is lebontották.
1904-ben hunyt el 91. életévében. A Fiumei úti sírkertben helyezték nyugalomra (jobb oldali falsírboltok 69.). Később ide temették két fiát, Wagner Ödön és Wagner Ferencet is.

## Családja
Felesége Redlich Klára volt, akivel 1846-ban házasodott össze. Házasságukból 13 gyermek született. Gyermekei közül ifj. Wagner János (1848–1908), Wagner Ferenc (1860–1947), Wagner Ödön (1853–1928) és Wagner Gyula (1851–1947) építészek lettek, míg az ötödik fiú, Wagner György Budapest tiszti főorvosa lett.

## Ismert épületei

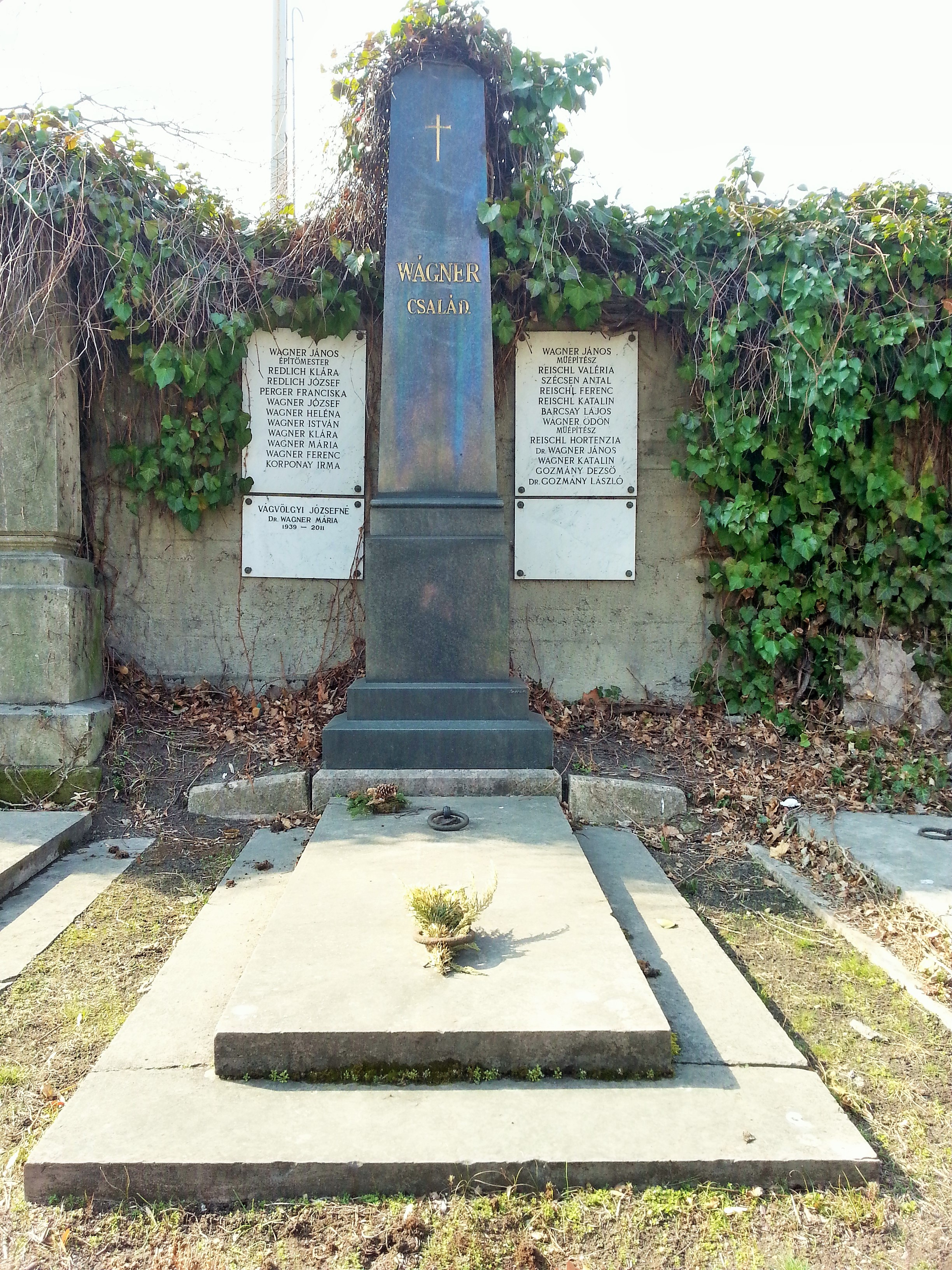
Sírja a Fiumei úti sírkertben

### Fennálló művei
- 1847: Winkler-ház, Budapest, Belgrád rakpart 23.[16]
- 1863: Berghardt-ház, Budapest, Nádor utca 32.
- 1867: Lóvasút indóház, Budapest, Váci út 201.[17]
- 1871: Orvosi műszer laboratórium épülete (ma: ELTE BTK „B” épület), Budapest, Múzeum körút 4/b.[18][19]
- 1882: Thür-ház, Budapest, Bajcsy-Zsilinszky út 58.
- 1884: Aszódi Magyar Királyi Javító Intézet, Aszód, Baross tér 2.[20][21]
- 1894: Wagner-ház (Wagner-udvar), Budapest, Kossuth Lajos u. 14-16.[22][23][24][25]

### A második világháború után lebontott művei
- 1880/1890-as évek: Wagner-villa, Budapest, Gül Baba türbéje (Mecset utca 14.) mellett[26]
- ?: Jálics-ház, Budapest, Erzsébet tér[27]
- ?: lakóház, Budapest, Múzeum körút 9.[28]

### Csak kivitelező volt
- 1852–1853: Unger-ház, Budapest, Múzeum körút 7. (tervezte: Ybl Miklós)[29]
- 1864–1868: Újvárosi templom, Szekszárd, Pázmány tér 6. (tervezte: Hans Petschnig)[30]
- 1869–1871: Thonet-ház, Budapest, Vigadó tér 3. (tervezte: Koch Henrik és Szkalnitzky Antal)[31]
- 1873:[32] Budapesti Áru- és Értéktőzsde (régi Tőzsdepalota), Budapest, Apáczai Csere János utca[33]
- 1873: Polytechnikum (ma: ELTE BTK „E” épület), Puskin utca 9. (tervezte: Szkalnitzky Antal)[34][35]
- 1883–1885: Ásványtani Épület (ma: ELTE BTK „A” épület), Budapest, Múzeum körút 4/a. (tervezte: Weber Antal)[36]
- ?: Gödöllői Királyi Kastély átalakítása[23]

## Képtár

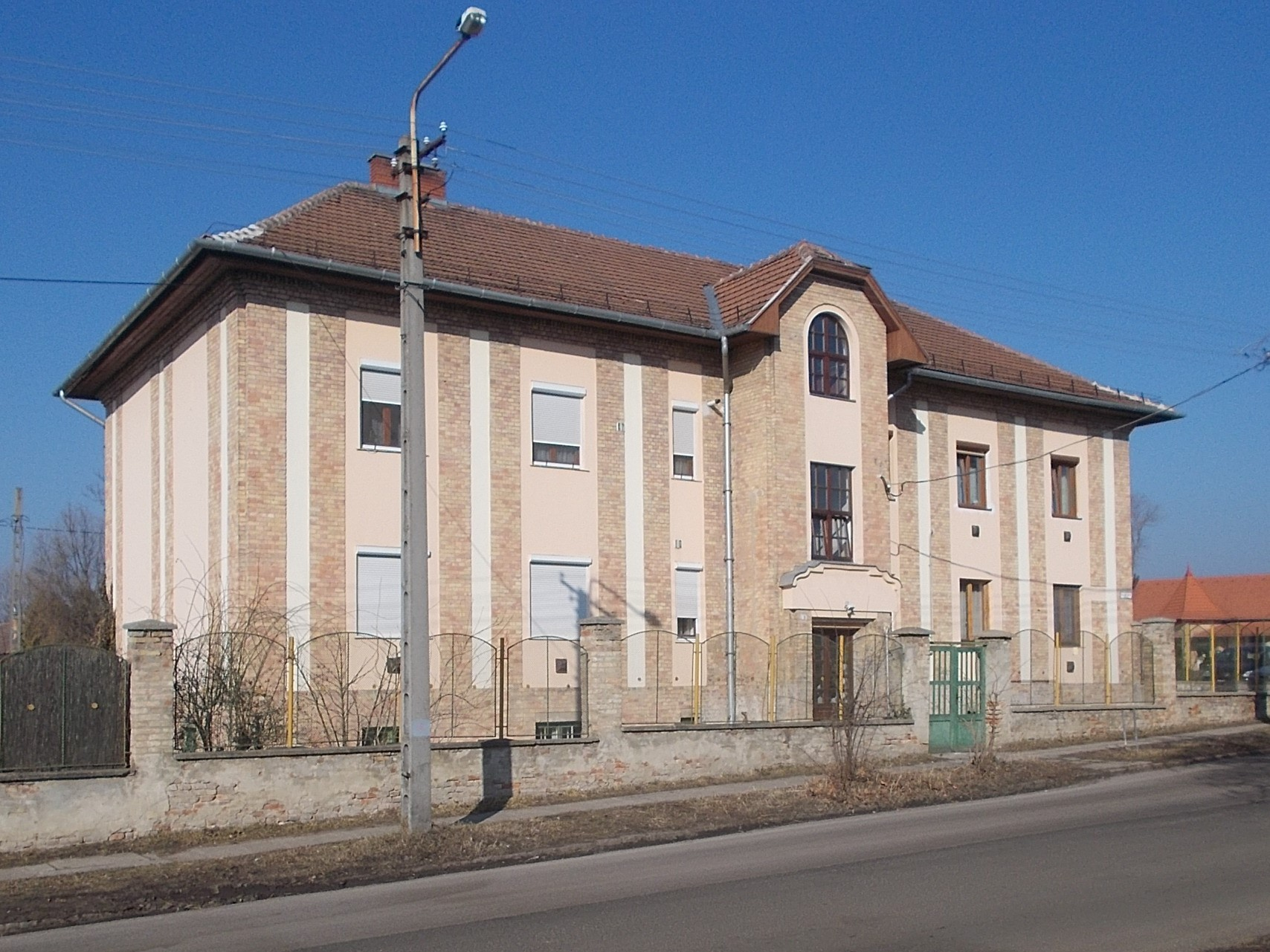
Aszódi Magyar Királyi Javító Intézet (részlet)
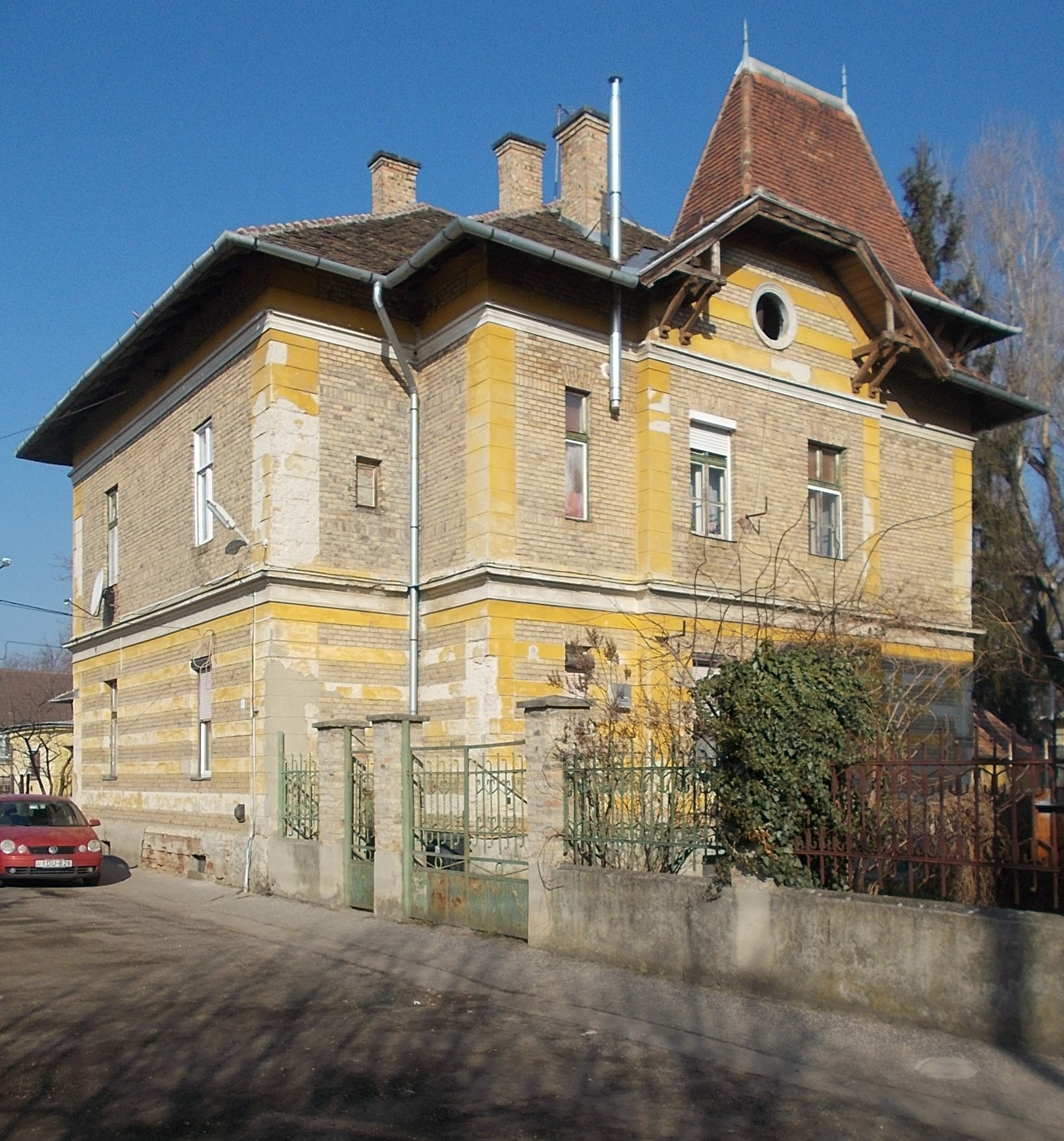
Aszódi Magyar Királyi Javító Intézet (részlet)
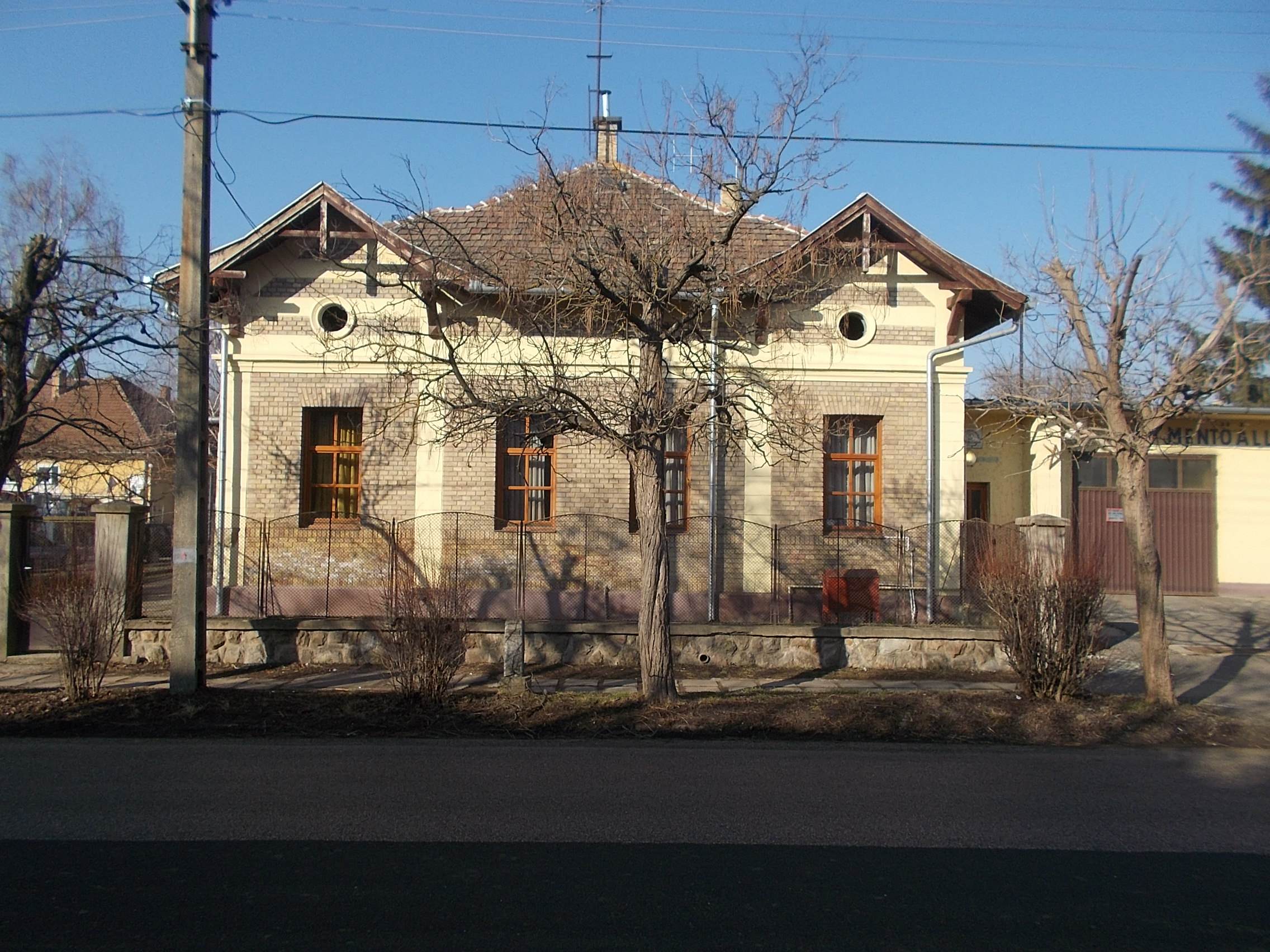
Aszódi Magyar Királyi Javító Intézet (részlet)
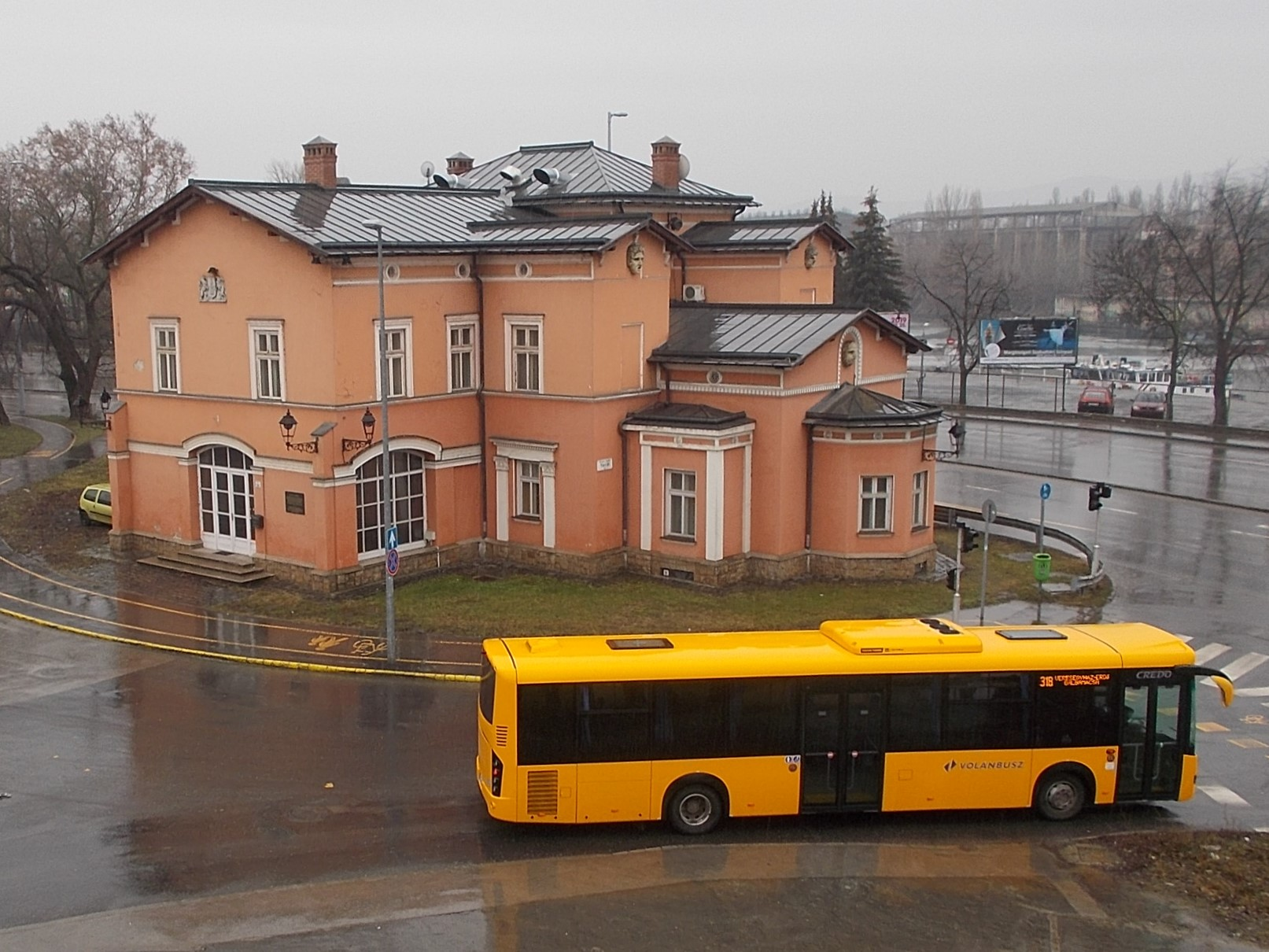
Lóvasút indóház, Budapest, Váci út 201.
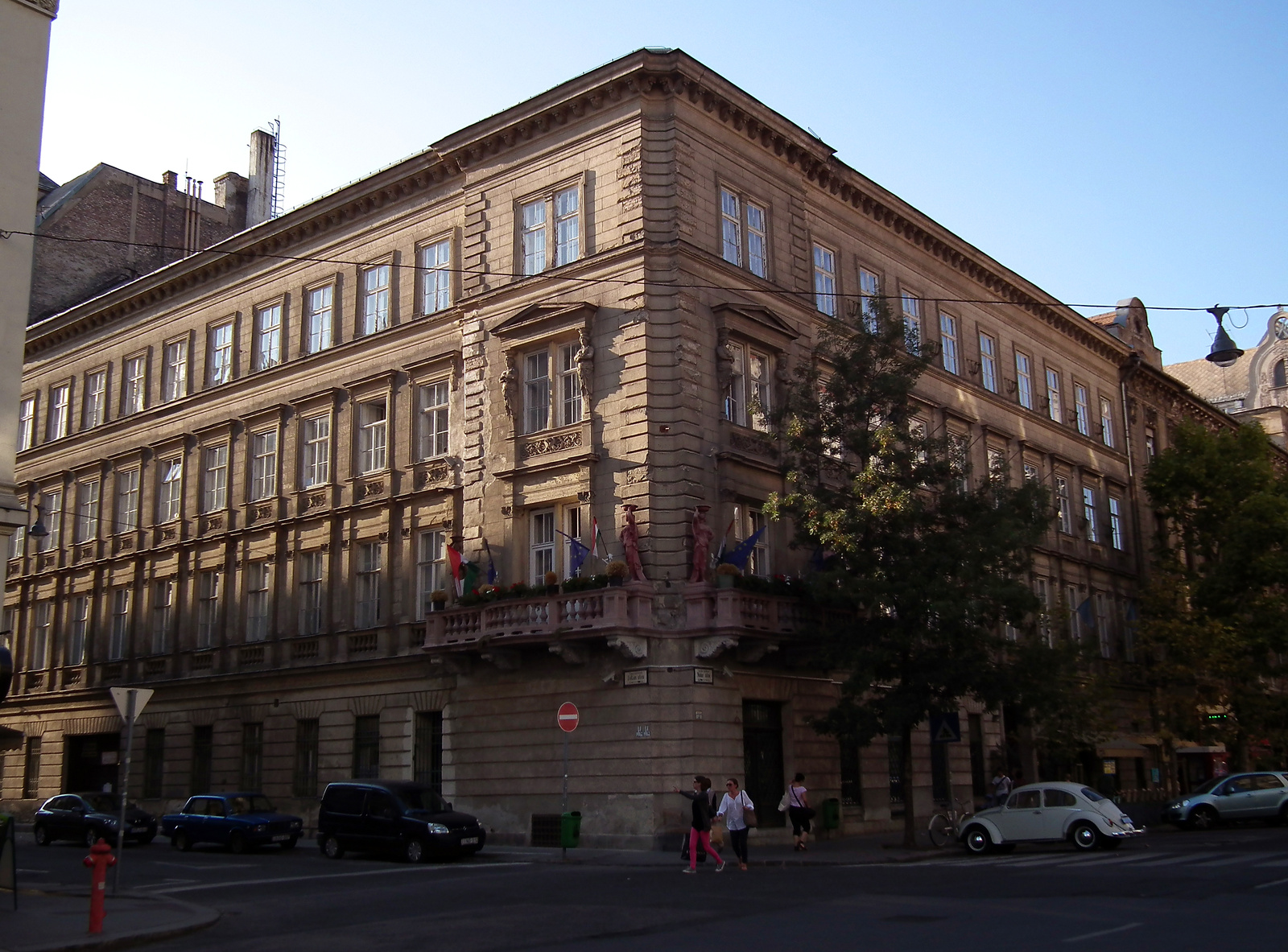
Berghardt-ház, Budapest, Nádor utca 32.
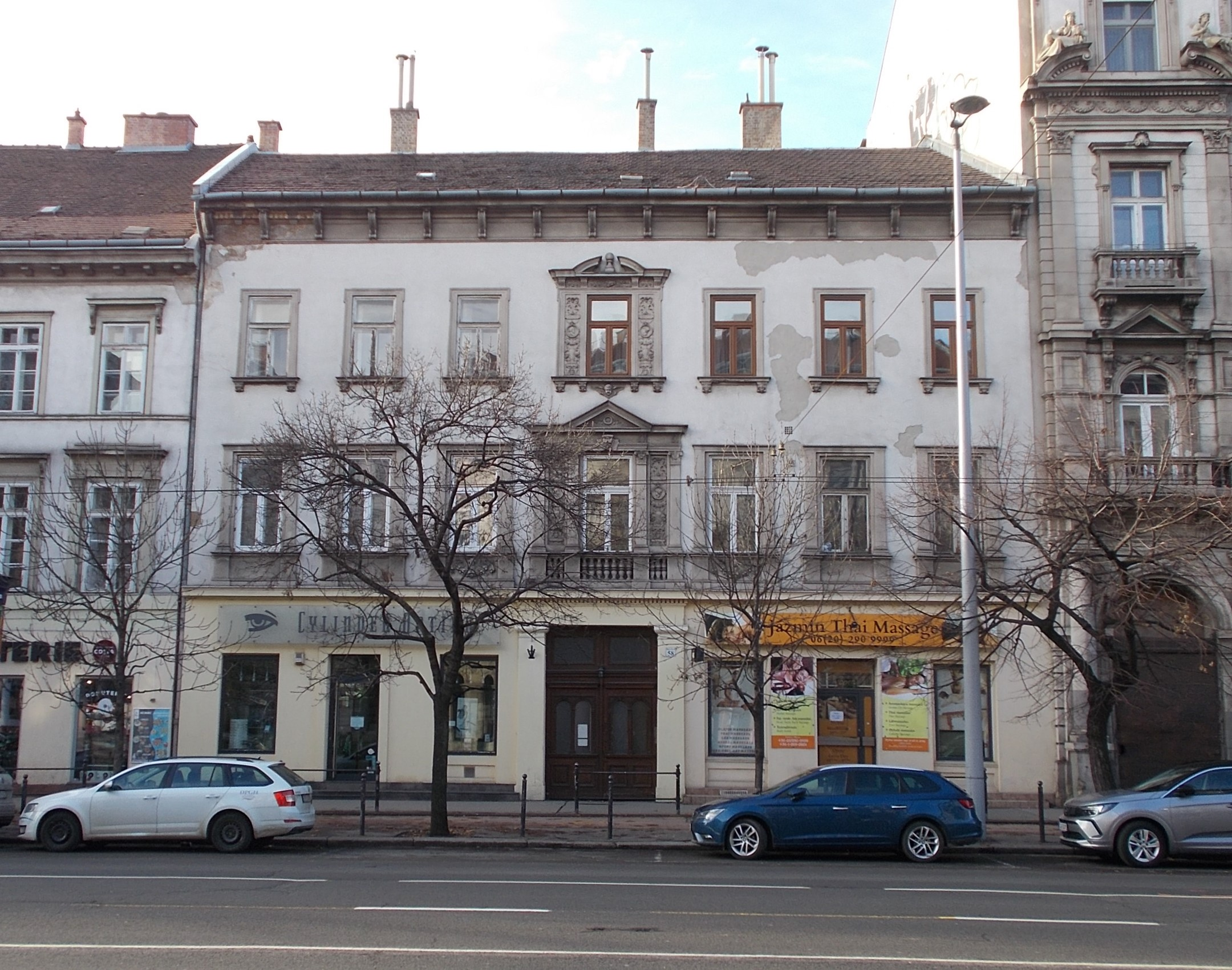
Thür-ház, Budapest, Bajcsy-Zsilinszky út 58.
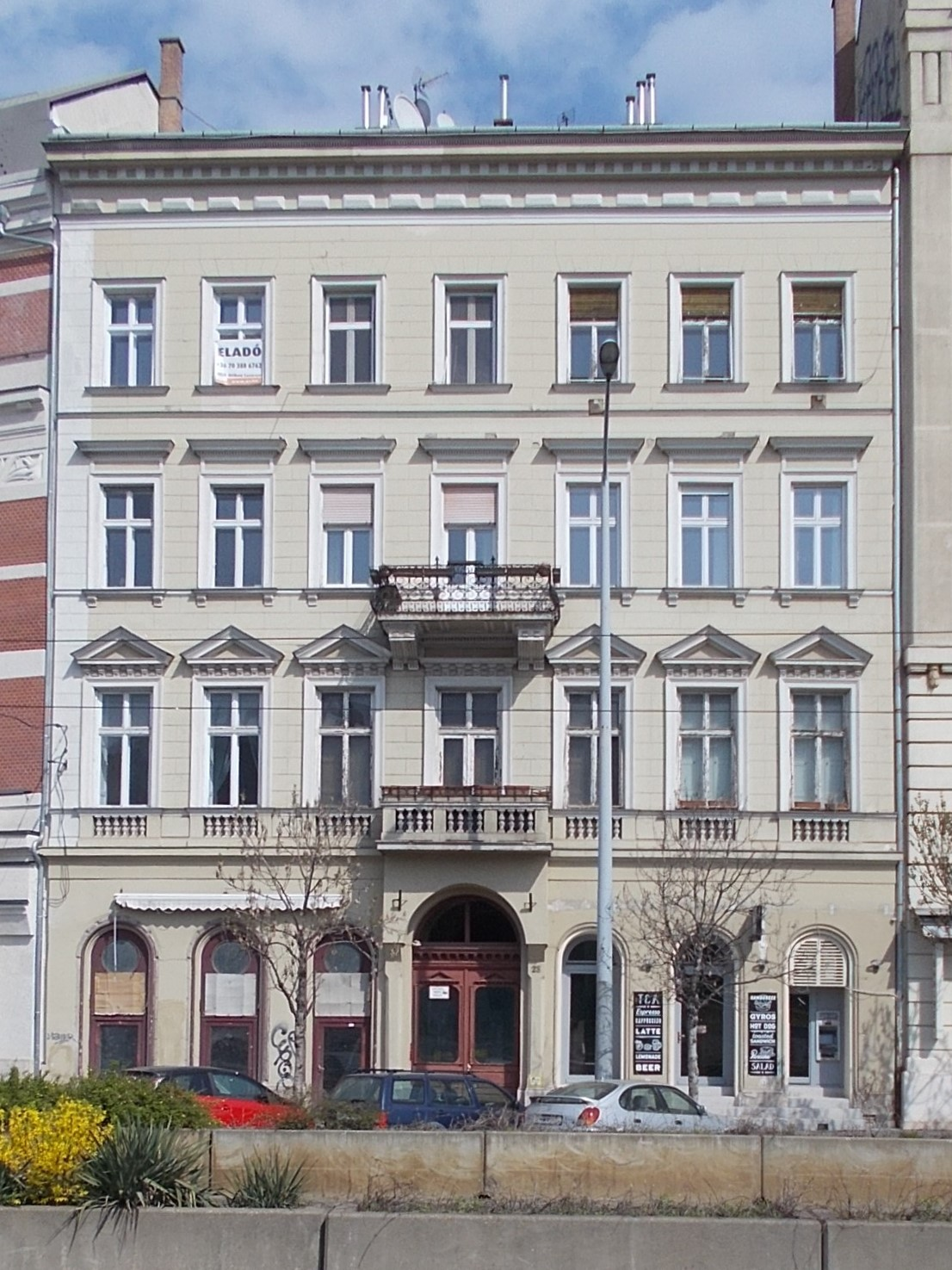
Winkler-ház, Budapest, Belgrád rakpart 23.
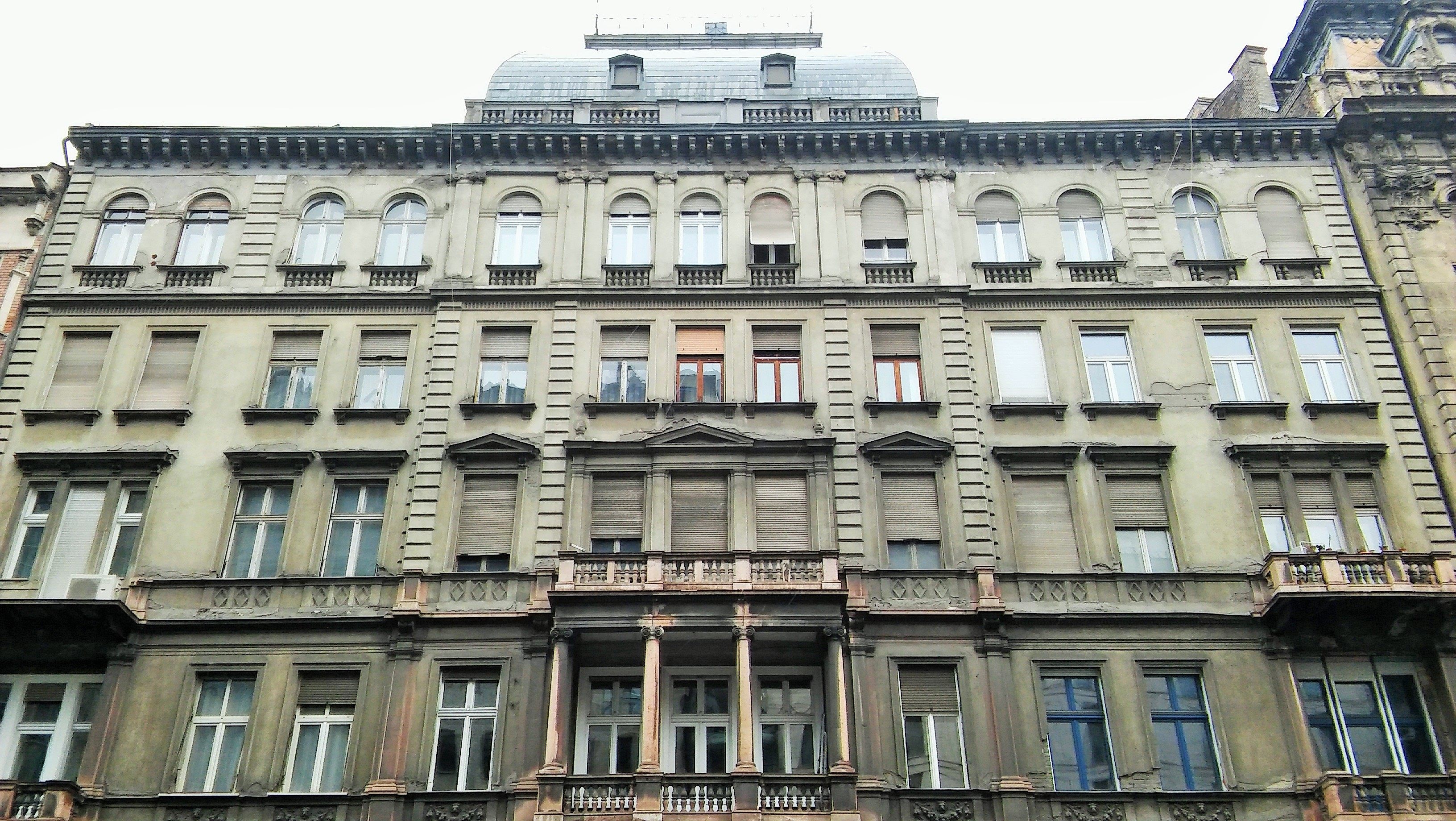
Wagner-ház, Budapest, Kossuth Lajos u. 14-16.
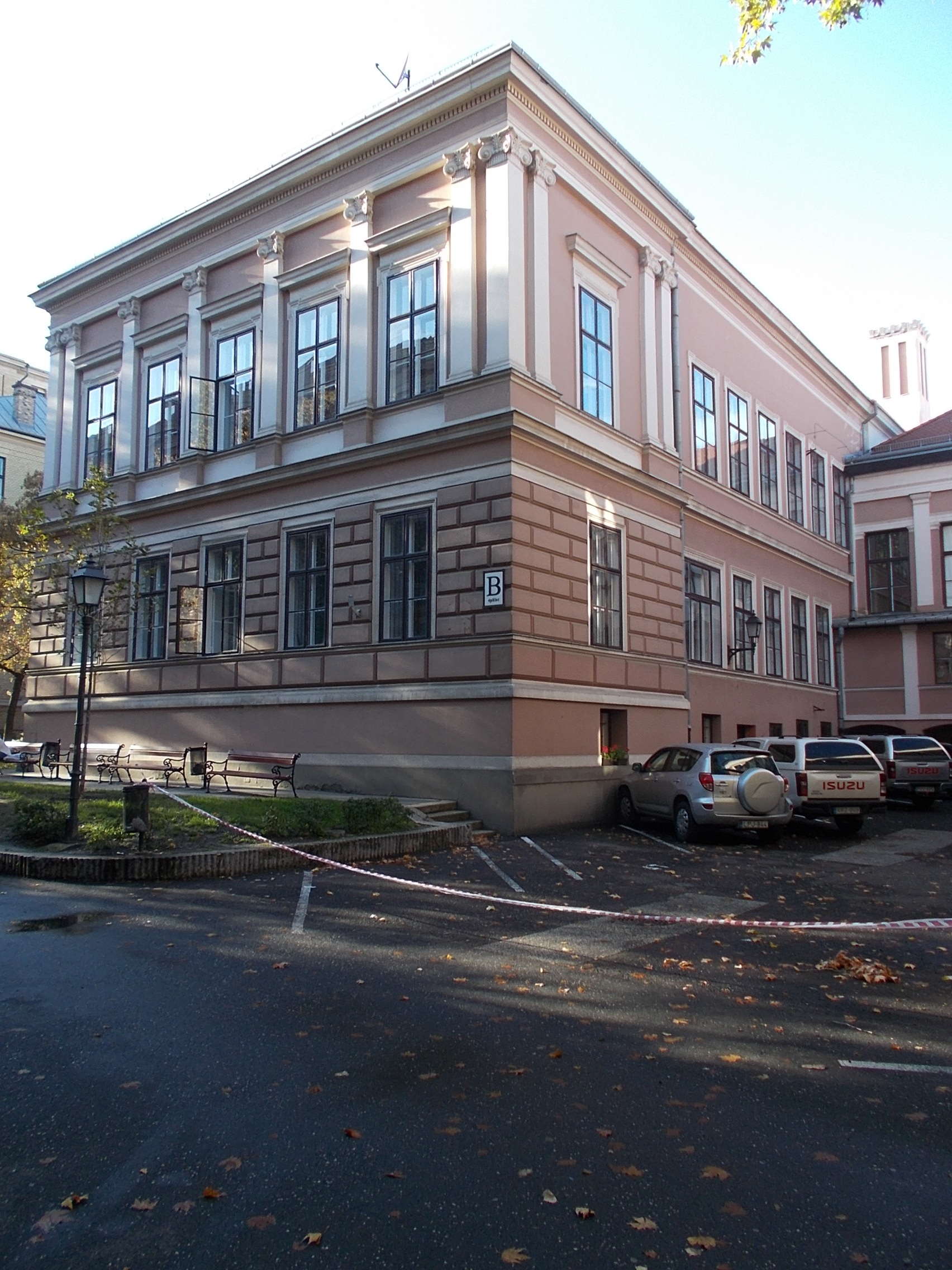
ELTE B épület
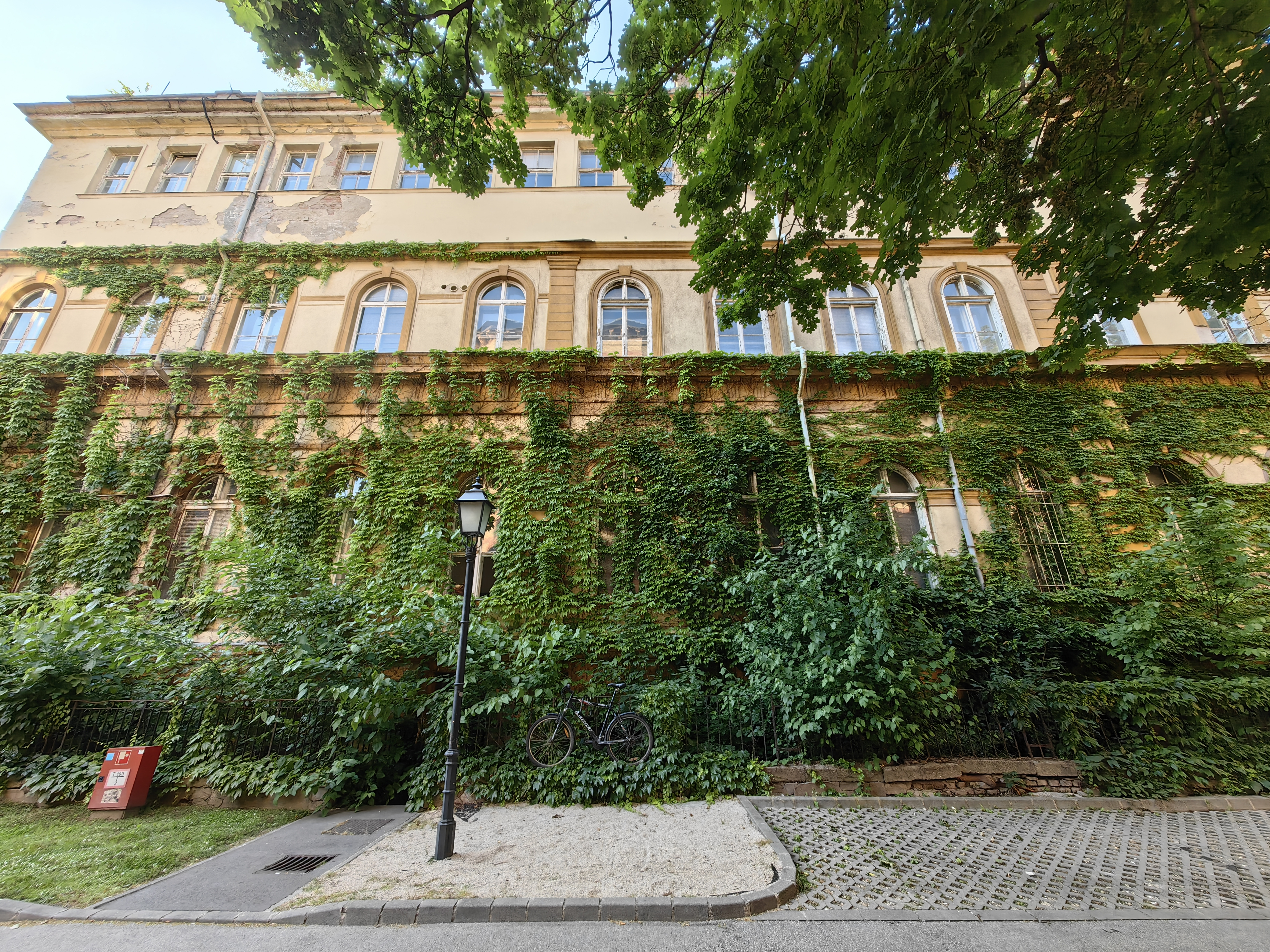
ELTE E épület
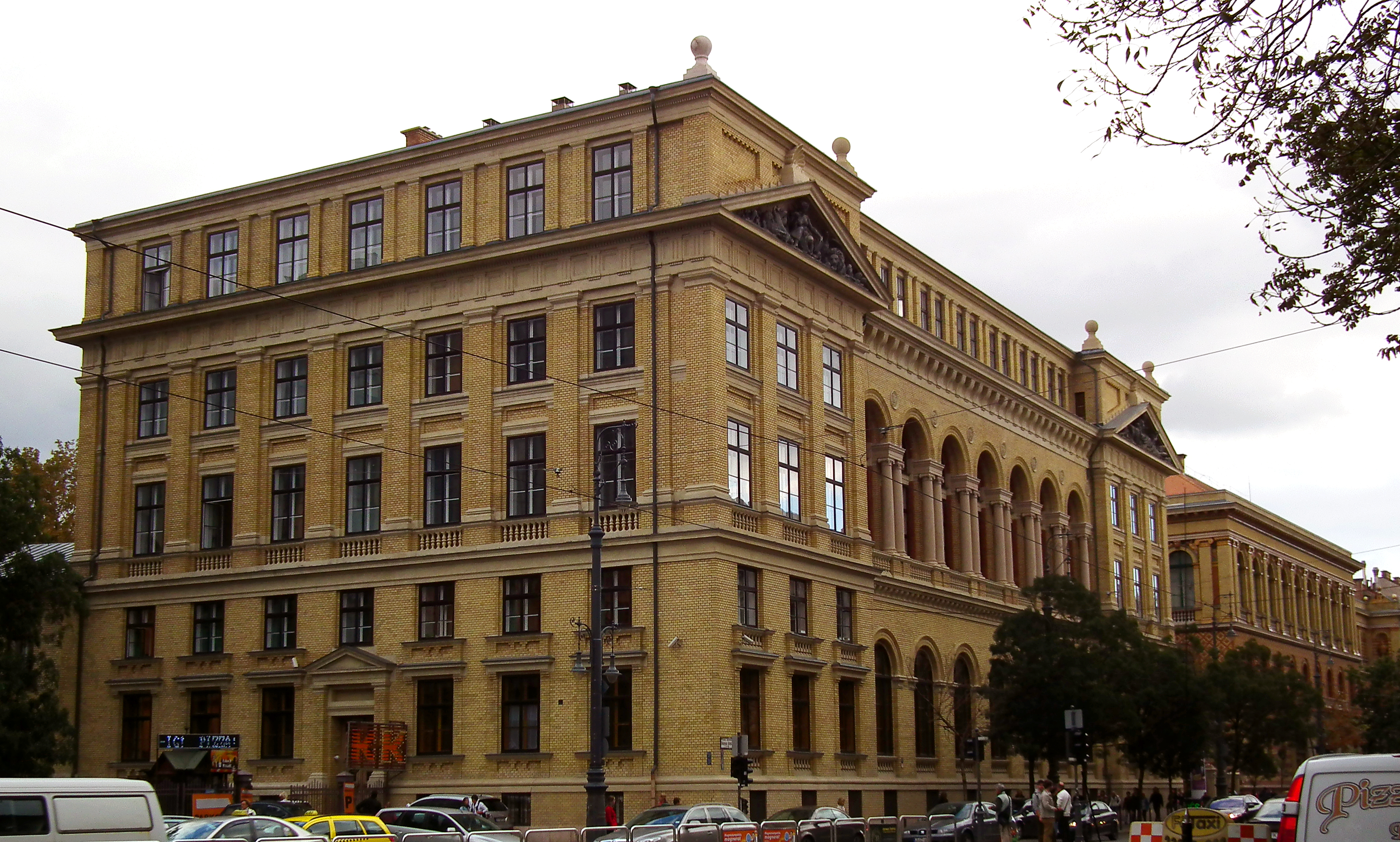
ELTE A épületű
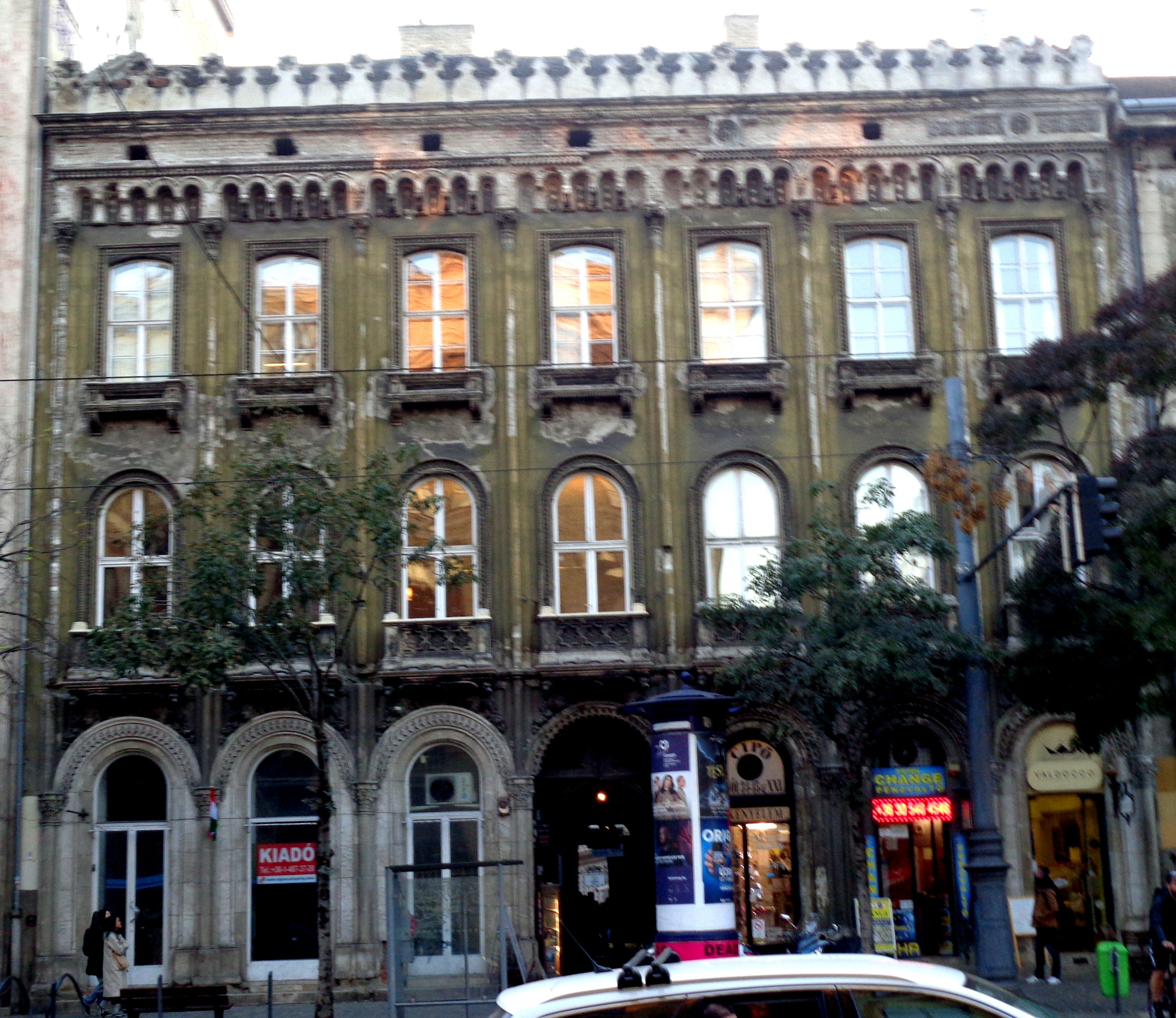
Unger-ház (csak kivitelező)